# Albina Kamaletdinova
Albina Kamaletdinova, född 24 januari 1969, är en tadzjikistansk bågskytt. Hon deltog vid olympiska sommarspelen 2008.